# Nom japonais
 (novembre 2013).
Si vous disposez d'ouvrages ou d'articles de référence ou si vous connaissez des sites web de qualité traitant du thème abordé ici, merci de compléter l'article en donnant les références utiles à sa vérifiabilité et en les liant à la section « Notes et références ».
Les noms japonais (日本人の氏名, Nihonjin no shimei) se composent d'un nom de famille, suivi d'un nom personnel équivalent du prénom. Le deuxième prénom  n'est généralement pas utilisé.
Les noms sont normalement écrits en kanjis, les caractères d'origine chinoise (sinogrammes) utilisés au Japon, mais au moment de donner un nom à la naissance d'un enfant, les parents peuvent utiliser l'hiragana ou le katakana, les deux syllabaires de l'écriture japonaise. Les noms d'origine étrangère doivent être transcrits en caractères japonais, l'écriture rōmaji (alphabet latin) est interdite, elle peut cependant figurer en complément sur le passeport.
Les noms écrits en hiragana ou katakana sont phonétiques, et ainsi ils n'ont pas la signification visuelle des noms exprimés avec les kanjis.

## Noms de famille
| Rōmaji    | Kana     | Kanji |
| --------- | -------- | ----- |
| Satō      | さとう   | 佐藤  |
| Suzuki    | すずき   | 鈴木  |
| Takahashi | たかはし | 高橋  |
| Tanaka    | たなか   | 田中  |
| Watanabe  | わたなべ | 渡辺  |
| Itō       | いとう   | 伊藤  |
| Yamamoto  | やまもと | 山本  |
| Nakamura  | なかむら | 中村  |
| Kobayashi | こばやし | 小林  |
| Katō      | かとう   | 加藤  |

Différentes combinaisons de caractères chinois (kanjis) peuvent se lire de manière identique ; à l'inverse, il arrive aussi que des noms avec des kanjis différents soient prononcés de la même manière. Il est donc difficile de lire un nom avant de l'avoir entendu, ou d'écrire un nom avant de l'avoir lu.
Même avec des prononciations identiques, des noms seront considérés comme distincts s'ils ne s'écrivent pas avec les mêmes kanjis. Par exemple 伊藤 et 伊東 sont des noms de familles différents, bien qu'ils ne prononcent tous deux Itō.
Certains noms de famille de Japonais s'écrivent en katakanas et non en kanjis. Il s'agit principalement de femmes japonaises qui ont choisi de porter le nom de leur mari étranger (transcrit phonétiquement en katakanas), voire de personnes naturalisées, ou encore de personnes descendant de tels cas. Cependant, il est parfaitement possible d'opter pour un nom en kanjis lorsqu'une personne est naturalisée japonaise, quelle que soit son origine.

## Prénoms les plus répandus
Autrefois très stéréotypés (prénoms féminins se terminant par « ko » (子), prénoms masculins se terminant en « ō » ou signifiant « premier fils » : Ichirō ou Tarō, « deuxième fils » : Jirō, « troisième fils » : Saburō, etc.), les prénoms japonais sont devenus très divers et surtout très changeants, le palmarès des prénoms ne se ressemblant guère à quelques années d'écart.
| Rōmaji  | Kana       | Kanji |
| ------- | ---------- | ----- |
| Shōta   | しょうた   | 翔太  |
| Ren     | れん       | 蓮    |
| Daiki   | だいき     |       |
| Taishō  | たいしょう | 大翔  |
| Kaito   | かいと     | 海斗  |
| Shō     | しょう     | 翔    |
| Sōta    | そうた     | 颯太  |
| Tsubasa | つばさ     | 翼    |
| Riku    | りく       | 陸    |
| Kenta   | けんた     | 健太  |

Il y a également les très répandus : Hayato, Hikaru, Hiroki, Kaoru, Kazuki, Kento, Kōhei, Kōki, Kōsuke, Kōta, Masaki, Naoki, Ryō, Ryōsuke, Ryōta, Shun, Takuma, Takumi, Takuya, Tatsuya, Tomoya, Yūki, Yūsuke, Yūta, Yūto, Wataru.
| Rōmaji | Kana   | Kanji |
| ------ | ------ | ----- |
| Sakura | さくら | 櫻    |
| Nanami | ななみ | 七海  |
| Haruna | はるな | 陽菜  |
| Misaki | みさき | 美咲  |
| Aoi    | あおい | 葵    |
| Riko   | りこ   | 莉子  |
| Rin    | りん   | 凛    |
| Moe    | もえ   | 萌    |
| Ayaka  | あやか | 彩花  |
| Ai     | あい   | 愛    |

Il y a également les très répandus : Akane, Arisa, Asuka, Ayano, Chihiro, Haruka, Hikari, Honoka, Kaho, Kana, Kaori, Mai, Mana, Mayu, Miku, Minami, Miu, Miyū, Mizuki, Momoka, Nao, Natsuki, Natsumi, Rina, Risa, Saki, Shiori, Ūka, Yuka, Yui, Yūka.
Les prénoms peuvent souvent s'écrire avec différentes combinaisons de kanjis et, réciproquement, différents prénoms peuvent s'écrire avec les mêmes caractères. Il est donc difficile de lire ou d'écrire un prénom avant de l'avoir entendu (ou réciproquement, lu).
Finalement, il existe des prénoms mixtes, tel que Shinobu.